# Armidale
Armidale es una ciudad en las Mesetas del Norte de Nueva Gales del Sur (Australia). Armidale tenía una población estimada de 21.164 habitantes a 30 de junio de 2014. Es el centro administrativo para la región de las Mesetas del Norte. Está aproximadamente a medio camino entre Sídney y Brisbane.